# Franz-Josephs-Kaserne Wien
Die Franz-Josephs-Kaserne war ein Wiener Kasernengebäude im heutigen Ringstraßenbereich. Sie befand sich im 1. Wiener Gemeindebezirk nahe der Mündung des Wienflusses in den Wiener Donaukanal.

## Geschichte
Die Kaserne wurde nach Kaiser Franz Joseph I. benannt und 1854–1857 im Gefolge der Revolution von 1848 errichtet. Die Schlusssteinlegung fand am 25. Juli 1857 statt. Die Kaserne war Teil eines Gesamtkonzepts, gemeinsam mit dem Arsenal und der zehn Jahre später erbauten Kronprinz-Rudolph-Kaserne (heute Rossauer Kaserne); zwei weitere geplante Kasernenbauten um die Altstadt wurden nicht realisiert. Die mächtigen Kasernenbauten sollte die Wiener Innenstadt gegenüber weiteren Aufstandsversuchen unzufriedener Bürger und des Proletariats sichern.
Die „Defensionskaserne“, die im Notfall wie eine Festung verteidigt werden konnte, wurde nach den Plänen des  Genie-Hauptmanns Baron Franz von Scholl erbaut. Die Kaserne bestand aus zwei Baublöcken, die durch den heutigen Georg-Coch-Platz und das Areal des nach dem Abriss der Kaserne errichteten  Postsparkassengebäudes voneinander getrennt waren. Zum Bau wurde die historische Dominikanerbastei, Teil der Befestigungsanlage Alt-Wiens, abgetragen und 1863 zur Erinnerung hier eine gleichnamige Verkehrsfläche benannt. Aus den beiden Blöcken konnte das 1850 begonnene und 1855 fertiggestellte Kaiser-Franz-Joseph-Tor, Teil der Stadtbefestigung und allgemein zugänglich, kontrolliert werden. Im Erdgeschoß befanden sich tragende Säulen mit 47,5 cm Durchmesser aus hartem Kaiserstein aus Kaisersteinbruch. Zu beiden Seiten der Anlage bestanden ausgedehnte Exerzierplätze.
Die Kaserne stand bereits kurz nach ihrem Bau der 1857 begonnenen Entwicklung der Wiener Ringstraße entgegen, doch dauerte es vier Jahrzehnte, bis das Heer von hier wieder wegzog. Beide Trakte des Bauwerks wurden vom 5. März 1900 bis zum 4. Februar 1901 im Zuge der Kasernentransaktion abgerissen und das Grundstück verkauft. Der Abriss der Kaserne begann beim der Wollzeile näher gelegenen Trakt; es folgte das Franz-Josephs-Tor, zuletzt wurde der donaukanalseitig gelegene Trakt demoliert. Das Abrissunternehmen hatte sich verpflichtet, den kompletten Abbruch innerhalb eines Jahres zu erledigen.
Der Abbruch ermöglichte die Vollendung der Wiener Ringstraße im Bereich des nördlichen Abschnitts des Stubenrings. Prägendstes Gebäude des so genannten „Stubenviertels“ ist heute die von Otto Wagner entworfene Wiener Postsparkasse. Das Militär war nach dem Abriss bald wieder in diesem Stadtteil präsent: 1913 wurde am Stubenring gegenüber der Postsparkasse das neue Gebäude des k.u.k. Kriegsministeriums eröffnet, bis 1918 Verwaltungszentrale des Heers der Doppelmonarchie.
Auf dem ehemaligen Kasernenareal wurden neben dem Georg-Coch-Platz die Falkestraße sowie, die Postsparkasse einrahmend, Biberstraße, Rosenbursenstraße und Wiesingerstraße angelegt, außerhalb der Ringstraße, den Bauplatz des Kriegsministeriums einrahmend, Reischachstraße und Schallautzerstraße. Die neue Verbauung war, wie ein 1908 gedrucktes Foto zeigt, sehr weit gediehen, bevor 1909 die Bauarbeiten am neuen Gebäude des k.u.k. Kriegsministeriums begannen.

## Historische Ansichten der Franz-Josephs-Kaserne

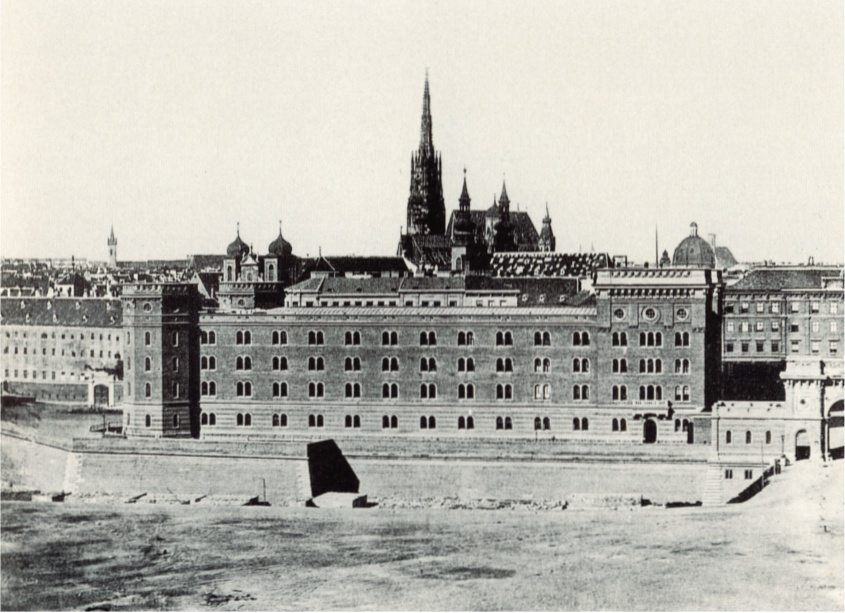
Linker Flügel, 1858
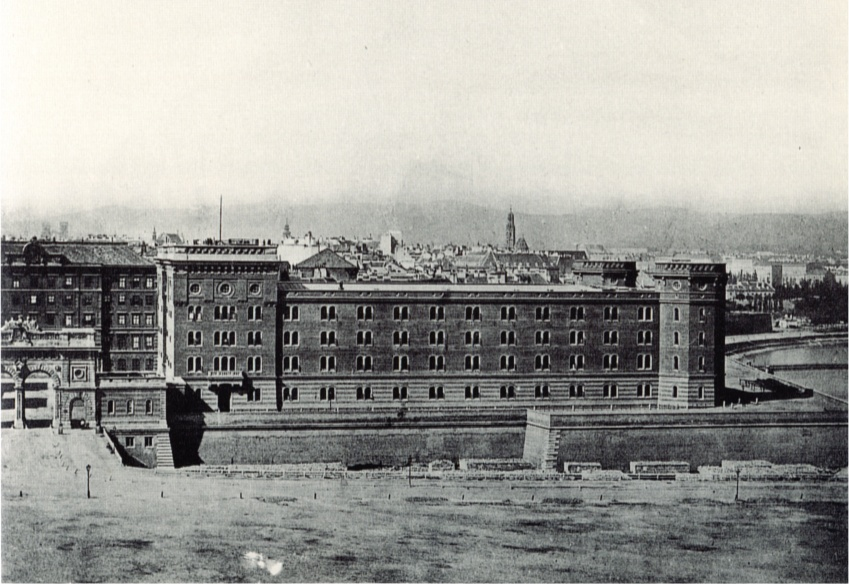
Rechter Flügel, 1858
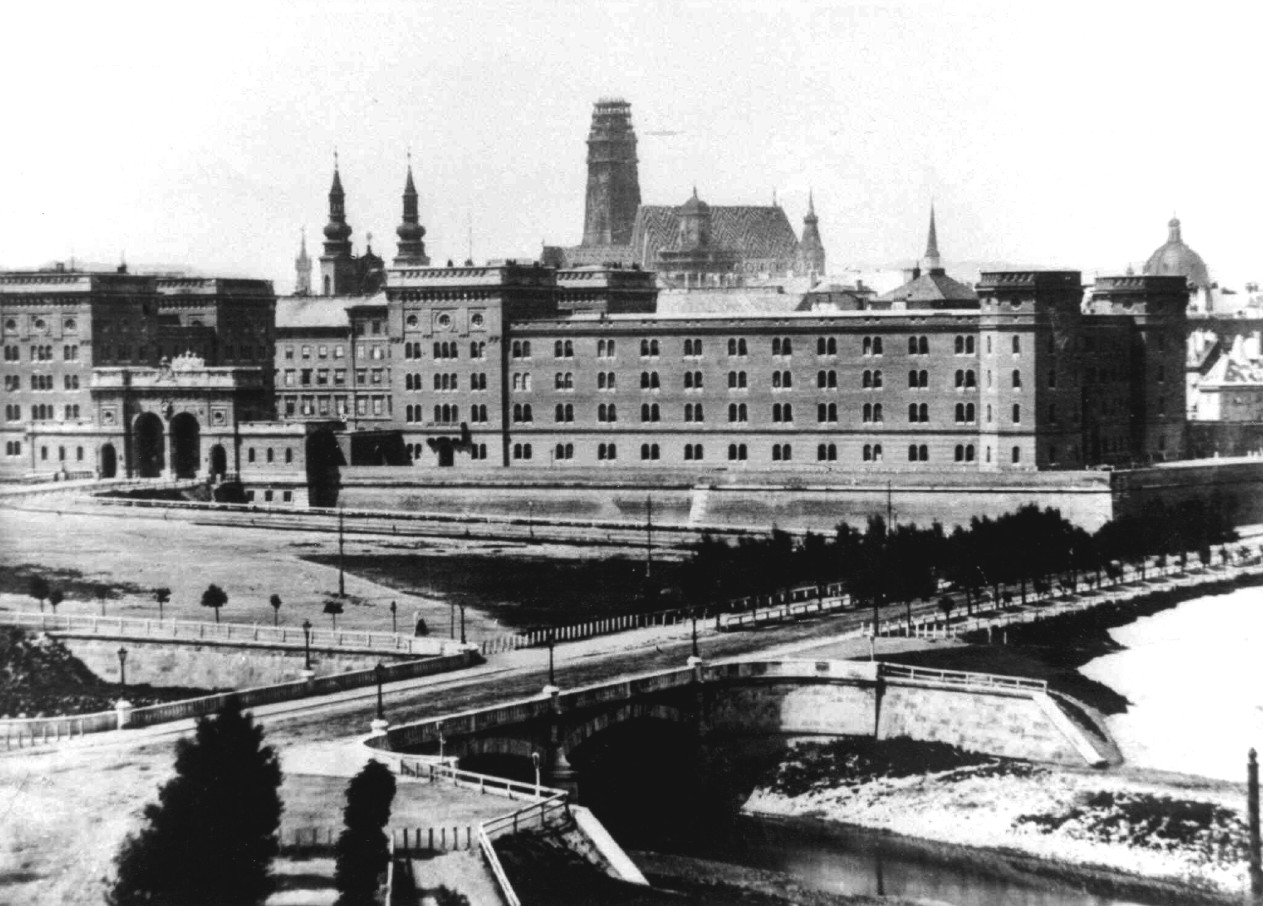
Ansicht von 1861
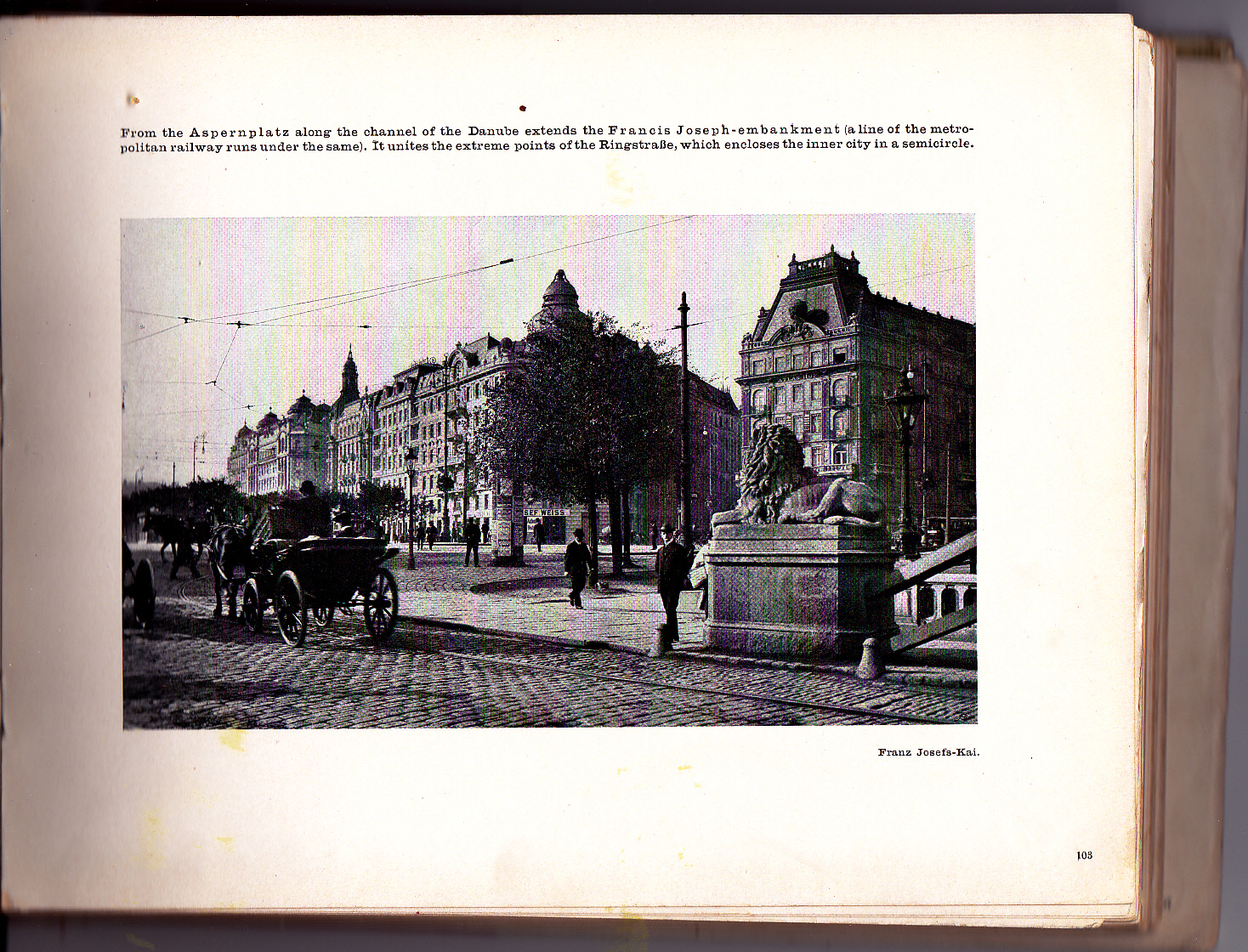
Bis 1908 neu verbautes Kasernenareal